# Albert Niemann (kemist)

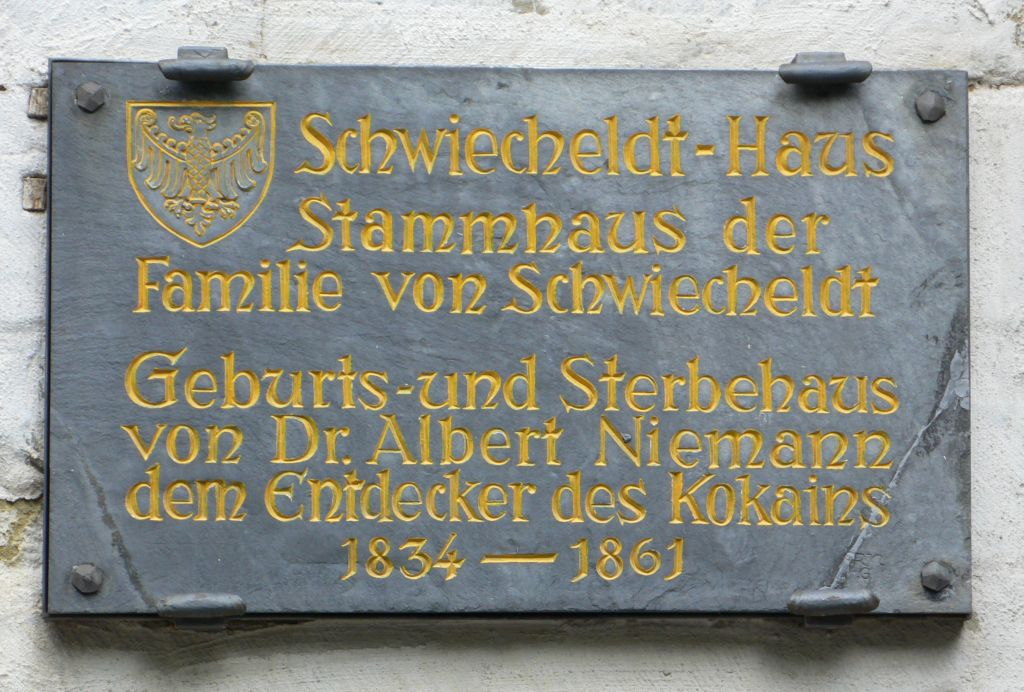
Minnesskylt över Albert Niemann

Albert Friedrich Emil Niemann, född 20 maj 1834 i Goslar, död 19 januari 1861 i Goslar, var en tysk apotekare och kemist som uppäckte kokainet.
Niemann blev 1849 apotekslärling i Göttingen och deltog från 1852 vid naturvetenskapliga föreläsningar vid Göttingens universitet, bland annat Friedrich Wöhlers föreläsningar i kemi och Heinrich Grisebachs föreläsningar i botanik. 1853-1858 var han verksam vid två ytterligare apotek i Linden (vid Hannover) och Hannover. Han studerade ytterligare två terminer i Göttingen och avlade apotekarexamen i Hannover (troligen 1859). Han återvände åter till Göttingen, där han blev assistent till Wöhler. 1860 disputerade han på en avhandling om kokain och avled en kort tid därefter, troligen av förgiftning.
Niemann hann ge viktiga bidrag till kemins och farmacins utveckling, trots att han var verksam så kort tid. 1859 syntetiserade han ämnet diklordietylsulfid ur eten och disvaveldiklorid; ett ämne som under första världskriget blev känt som senapsgas. Framställningen och undersökningen av detta mycket giftiga ämne, vars giftverkan kan vara svårupptäckt, bidrog sannolikt till Niemanns förtida död.

## Kokain
1860 blev Niemann den förste att lyckas renframställa kokain i kristallin form ur kokabuskens blad. Detta beskrevs i hans doktorsavhandling Über eine neue organische Base in den Cocablättern ("Om en ny organisk bas i kokabladen"). Niemann beskrev efter experiment på sig själv kokainets lokalbedövande effekt. 
Initiativet till undersökningarna kom från Wöhler, som hade fått en stor mängd kokablad som Novaraexpeditionen, utförd av den österrikiska fregatten Novara 1857-1859, hade insamlat i Peru. Efter Niemann fortsatte Wilhelm Lossen med undersökningarna.
Kokainet började användas som lokalanestetika och framställdes redan 1862 kommersiellt av E. Merck.